# Simon Thomas
Pour les articles homonymes, voir Thomas.
Simon Thomas, né le 12 avril 1990 à Victoria au Canada, est un joueur international canadien de soccer, qui évolue au poste de gardien de but.